# 茹尔尼亚克
茹尔尼亚克（法語：Jourgnac，法語發音：[ʒuʁɲak]）是法国新阿基坦大区上维埃纳省的一个市镇，位于该省中南部，属于利摩日区。

## 地理
茹尔尼亚克（45°43'9"N, 1°12'52"E）面积14.39 平方千米，位于法国新阿基坦大区上维埃纳省，该省份为法国中西部省份，北起顺时针与安德尔省、克勒兹省、科雷兹省、多爾多涅省、夏朗德省和维埃纳省接壤。
与茹尔尼亚克接壤的市镇（或旧市镇、城区）包括：博斯米莱吉耶、内克松、比尔尼亚克、维埃纳河畔孔达、梅亚克、圣莫里斯莱布鲁斯、索利尼亚克、勒维让。

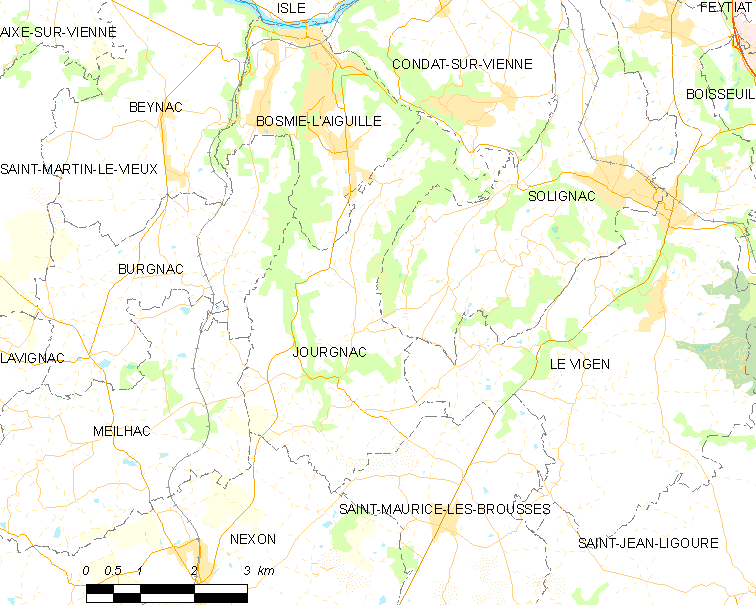
茹尔尼亚克的OSM定位图

茹尔尼亚克的时区为UTC+01:00、UTC+02:00（夏令时）。

## 行政
茹尔尼亚克的邮政编码为87800，INSEE市镇编码为87081。

## 政治
茹尔尼亚克所属的省级选区为维埃纳河畔艾克斯县。

## 人口

1962-2008年间茹尔尼亚克人口变化图示

茹尔尼亚克于2022年1月1日时的人口数量为1112人。